# Euborlasia variegata
Euborlasia variegata är en djurart som tillhör fylumet slemmaskar, och som beskrevs av Wesley R. Coe 1944. Euborlasia variegata ingår i släktet Euborlasia och familjen Lineidae. Inga underarter finns listade i Catalogue of Life.